# Josip Puceković

Josip Puceković (7. travnja 1864. – 18. veljače, 1924.) župnik u Dubrancu kod Velike Gorice, arhivar turopoljski, potomak stare turopoljske plemićke obitelji, zavičajni povjesničar.

## Životopis
Teološki studij završio je u Vesprimu i tamo kroz više godina službovao kao svećenik (1889. – 1896.). Po povratku u Hrvatsku imenovan župnikom u Dubrancu (1896.). Osim što je zaslužan za gradnju kapele sv. Ivana na Cvetković Brdu, marno je prikupljao dragocjenu arhivsku građu za povijest Turopolja koja se odnosi na razdoblje od godine 1870. Pri tome je stavio naglasak na gospodarsku povijest, a bio je i porotnik Plemenite općine Turopolje. Po završetku Prvog svjetskog rata imenovan je turopoljskim arhivarom. Župnik Josip Puceković zaslužan je i za odgoj i školovanje skladatelja Franje pl. Lučića koji je kao šestogodišnji dječak upućen na skrb župniku u Dubrancu (Franjina majka bila je Pucekovićeva sestra) gdje je završio osnovnu školu i gdje je od svoje devete godine svirao na orguljama u mjesnoj crkvi.